# 水团站
水团站是位于广西三江侗族自治县林溪乡的一个铁路车站，邮政编码545505。车站建于1979年，有焦柳铁路经过该站，现仅办理货运业务，不办理客运业务。车站距离月山站1392公里，隶属南宁局集团，是四等站。